# Богемка (Николаевская область)
Богемка (укр. Богемка, чеш. Bohemka) — село во Первомайском районе Николаевской области Украины.

## История
В августе 1905 года Игнац Андрш (чеш. Ignác Andrš), Фридрих Горта (чеш. Fridrich Horta), Фридрих Елинек (чеш. Fridrich Jelínek), Павел Полачек (чеш. Pavel Poláček) и Франтишек Златник (чеш. František Zlatník) арендовали у помещиков Броцкого и Крауса земельные участки в долине притока реки Чичиклеи в Ананьевском уезде Херсонской губернии, где основали село Богемка. Часть из них вместе с семьями прибыла из польского города Зелюв, а другая часть — из Чехии.
В 1906 году, когда в Богемку прибыл проповедник Вилем Рейхрт (чеш. Vilém Rejchrt) с семьёй, в селе была организована реформированная евангельская религиозная община.
В 1907 году была построена землянка для школы с чешским языком обучения. По воскресеньям в школе проводились богослужения. В этом же году началось строительство домов, которые заменили землянки. Первым был построен дом Павла Полачека, который позже стал первым старостой деревни.
В 1909 году было основано христианское общество «Гус», которое, однако, не было зарегистрировано губернатором Херсонской губернии.
В 1910 году в Богемке проживало уже 40 семей. В селе возникла кузница, первым кузнецом которой стал Эмил Янчик (чеш. Emil Jančík).
В 1912 году выходцы из Богемки и Зелёного Яра основали село Веселиновка (укр. Веселинівка), которое сейчас относится к Березовскому району Одесской области. Среди жителей Богемки за Веселиновкой закрепилось название Сиротинка. Достоверно, так же известно, из актовых записей ЗАГСа, что в Одесской области, Березовского района был хутор Чехи (еще его называли между собой Чешская компартия). Может именно этот хутор стал в дальнейшем Веселиновкой.
Все дореволюционные книги католических церквей Херсонской губернии были переданы в Россию город Саратов, ул. Кутякова 15 .
В 1916 году жителей поразила эпидемия тифа. В том же году Милославом Винтром (чеш. Miloslav Vintr), уроженцем Зелюва, было посажено первое фруктовое дерево (до этого по условиям аренды садить что-либо запрещалось).
Во время голода 1921—1923 годов помощь Богемке предоставили Евангелическая церковь чешских братьев, христианское общественное объединение «Костницкая община» (чеш. Kostnická jednota), Чехословацкая община легионеров и римско-католический архиепископ Оломоуцкий Антонин Цирил Стоян (чеш. Antonín Cyril Stojan). Эти события описаны в воспоминаниях викария Евангелической церкви чешских братьев Рудольфа Шеды (чеш. Rudolf Šedý), который в 1922—1923 годах по поручению «Костницкой общины» совершил поездки по чешским селам юга Украины, организовал для них гуманитарную помощь и привёз на обучение в Чехословацкую Республику 78 детей из бедных чешских семей и сирот. Среди них были и 10 детей из Богемки.
В 1927 году для школы был приобретён кирпичный дом.
Голод 1928 года, вызванный большой засухой, тоже коснулся жителей Богемки.
Голод 1932—1933 годов и связанные с ним репрессии также охватили чешские сёла юга Украины. В Богемке тогда умерли Юлия Горта, Лудвик Горта, Фердинанд Елинек, Мария Кратохвил, Йозеф Йозефович Кулгавы, Мирослав Фридрихович Кулгавы, Ярослав Фридрихович Кулгавы, Лудвик Павлович Пуйман, Крафт Райгорт, Мария Фридриховна Заплитная и её двоё детей, Франтишек Златник и двоё неизвестных, которые умерли, проходя через Богемку. Все умершие были похоронены в балке между сёлами Богемка и Новосёловка, а перезахоронены на сельском кладбище 27 июля 1947 года.
С 1938 года уроки в школе стали проводиться исключительно на украинском языке.
Многие жители Богемки принимали участие в Великой Отечественной войне 1941—1945 годов в составе Чехословацкого армейского корпуса в СССР и Красной Армии, освобождали Чехословакию. Сама Богемка в течение 1941—1944 годов находилась в зоне румынской оккупации — Транснистрии.
В 1954 году в Ленинграде были закуплены духовые музыкальные инструменты и организован оркестр. В первом составе оркестра были Владимир Андрш, Милослав Андрш, Владимир Бобровский, Йозеф Вабик, Илля Габулик, Карел Дитрих, Йозеф Ерсак, Карел Ерсак, Милослав Ерсак, Ярослав Ерсак, Милослав Кулгавы, Вацлав Полачек и Лудвик Стрнад.
С 1960 года стали заключаться смешанные браки между чехами и украинцами, которые до этого не поддерживались.
В 1961 году возник фольклорный коллектив «Нива» (впоследствии — «Богемка», с 2005 года — «Богемские фраерки»).
В 1962 году из-за высоких налогов прекратила существование реформированная евангельская религиозная община.
В 1962—1967 годах в селе записывали чешский фольклор и изучали обычаи украинские фольклористы: доцент Одесского университета имени Ильи Мечникова Пётр Маркушевский и Светлана Чернявская из Киева.
В 1967 году в селе была основана библиотека, в которой сейчас зарегистрировано около 300 читателей и насчитывается около 6 000 книг на чешском, украинском, русском языках.
В 1978 году для школы построили новый большой дом.
9 мая 1990 года было основано национально-культурное общество «Чешти братрши» (чеш. Čeští bratři) как ячейка Чехословацкого культурно-просветительного общества имени Яна Амоса Коменского. Председателем общества избран инженер Йозеф Гарт.
22 сентября 1990 года был открыт памятник первым жителям Богемки. В торжествах принял участие генеральный консул ЧСФР в Киеве доктор Станислав Гинар (чеш. Stanislav Hýnar) и представитель Совета Чехословацкого культурно-просветительного общества имени Яна Амоса Коменского и общества «Чешская беседа» во Львове инженер Александр Дрбал (чеш. Alexandr Drbal).
В 1991 году Богемку посетил пастор Евангелической церкви чешских братьев Милослав Чейка. Это способствовало возрождению религиозной жизни и восстановлению связей с Евангелической церковью чешских братьев.
С 1991 года в школе вновь начал изучаться чешский язык, но уже как факультатив. Основным языком обучения остался украинский.
В феврале 1992 года религиозная община была возрождена как чешская независимая евангельская община. Проповедником избрали брата Йозефа Лудвиковича Янчика, уроженца Богемки.
В августе 1994 года Богемку посетил высочайший представитель Евангелической церкви чешских братьев — брат синодальный магистр Павел Сметана (чеш. Pavel Smetana).
30 мая 1995 года общество «Чешти братрши» стало одним из основателей Чешского национального совета Украины.
В 1996 году по проекту чешского инженера-архитектора Петра Пирохты (чеш. Petr Pirochta) из Брно была построена Вифлеемская часовня (чеш. Betlémská kaple). 20 октября 1996 год её освятил приехавший из Чешской Республики синодальный сеньор магистр Павел Сметана. По этому случаю поздравления прислал также президент Чешской Республики Вацлав Гавел. До этого богослужения происходили в светлицах домов некоторых братьев, в школе и в доме культуры.
В августе 1999 года общество «Чешти братрши» начало издавать вестник «Глас Богемки» (чеш. Hlas Bohemky).
10 сентября 2005 года в Богемке отмечали столетие со дня основания села. В тот же день в Вифлеемской часовне была открыта комната-музей Богемки, в которой сейчас насчитывается 61 экспонат.